# Mamaroneck (ville, New York)
Pour les articles homonymes, voir Mamaroneck (New York).
Ne doit pas être confondu avec Mamaroneck (village, New York).
Mamaroneck est une ville (town) dans le comté de Westchester, dans l'État de New York, aux États-Unis.

## Démographie
| Groupe            | Mamaroneck | New York | États-Unis |
| ----------------- | ---------- | -------- | ---------- |
| Blancs            | 76,8       | 66,8     | 72,4       |
| Autres            | 10,9       | 7,5      | 6,4        |
| Asiatiques        | 4,9        | 7,3      | 4,8        |
| Afro-Américains   | 4,1        | 15,9     | 12,6       |
| Métis             | 3,1        | 3,0      | 2,9        |
| Amérindiens       | 0,3        | 0,6      | 0,9        |
| Total             | 100        | 100      | 100        |
|                   |            |          |            |
| Latino-Américains | 24,3       | 17,6     | 16,7       |

Selon l'American Community Survey pour la période 2011-2015, 71,35 % de la population âgée de plus de 5 ans déclare parler l'anglais à la maison, 12,54 % déclare parler l'espagnol, 5,52 % le français, 2,17 % l'italien, 1,49 une langue chinoise, 0,65 % le portugais, 0,60 % le japonais et 4,95 % une autre langue.

## Sports
- Winged Foot Golf Club

## Personnalités
Susan Fenimore Cooper (1813-1894), écrivaine, naturaliste et philanthrope, fille de James Fenimore Cooper.